# 多瑪索·布西達
多瑪索·布西達（Tommaso Buscetta，義大利語發音：[tomˈmaːzo buʃˈʃetta]，1928年7月13日—2000年4月2日）是一名意大利西西里島黑手黨的黑幫份子，他成為黑手黨成員中最早變成悔改者並解釋該組織內部運作的人之一。
布西達在意大利、美國和巴西參與了犯罪活動，然後被逮捕，並從巴西引渡到意大利。在他的幾個家族成員被謀殺後，他對黑手黨心灰意冷，並於1984年決定與當局合作。他在1986/87年的巴勒莫大审判中提供了重要證詞，而這次是歷史上最大的反黑手黨審判。在法官喬瓦尼·法爾科內和保羅·博爾塞利諾被殺害後，布西達向反黑手黨委員會提供進一步的證詞，將意大利政治家與黑手黨聯繫起來。布西達加入了美國的證人保護計劃，他一直待在美國直到2000年去世。

## 逝世
布西達在2000年4月2日死於癌症，享年71歲，他的大部分時間是與他的第三任妻子和家人以假名的情況下躲藏在美國的佛羅里達州。他以一個假名被埋葬在佛羅里達州的北邁阿密。

## 外部連結
- C-SPAN內的頁面（英文）
- 开放图书馆中多瑪索·布西達的著作
- WorldCat 聯合目錄中多瑪索·布西達的著作或與之相關的著作